# Egyesült Királyság monarchia
Az Egyesült Királyság monarchia (angolul Monarchy of the United Kingdom), vagy röviden brit monarchia) az Egyesült Királyság, a brit koronafüggőségek és a brit tengerentúli területek alkotmányos monarchiája. A monarcha címe királynő (angolul Queen), ha nő, és király (King), ha férfi (mint jelenleg). A jelenlegi monarcha és államfő III. Károly brit király, aki 2022. szeptember 8-án lépett trónra, miután édesanyja, II. Erzsébet brit királynő meghalt.
Az uralkodó és közvetlen családja számos hivatalos, ceremoniális, diplomáciai és képviseleti szerepet tölt be. Mivel a monarchia alkotmányos, az uralkodó párton kívüli funkciókat tölt be: kitüntetéseket adományoz, kinevezi a miniszterelnököt. Hagyományosan ő a brit fegyveres erők főparancsnoka. Bár formálisan a végső végrehajtó hatalom a kormány felett a felségjog alapján még mindig az uralkodóé, ezeket a jogokat csak a parlament elfogadta törvények, a szokások és a precedensek alapján gyakorolhatja.
A brit monarchia eredete a kora középkori Skócia és az angolszász Anglia kis királyságaiig nyúlik vissza. Ezek a 10. századra az angol és a skót királyságokban egyesültek. 1066-ban az utolsó megkoronázott angolszász uralkodót, Harold Godwinsont megölték a hastingsi csatában. Angliát ezután meghódították a normannok és a korona a győzedelmes Hódító Vilmos fejére került.
Az 1080-as évektől megindult Wales beolvadása: Dél-Wales főurai a régi walesi házakkal összeolvadt normann családok voltak, és sok uradalom magának az angol királynak a kezében volt. A folyamat a 13. századra fejeződött be, amikor Észak-Wales mint hercegség az angol királyság kliensállama lett. Ugyanakkor a Magna Carta aláírásával egy olyan folyamat is megkezdődött, amelyben egyre csökkent az uralkodó hatalma.
1603-tól, amikor VI. Jakab skót király I. Jakab néven megörökölte az angol trónt is, a két királyság ugyanazon uralkodó hatalma alá került. 1649 és 1660 között megszakadt a monarchikus tradíció, és az ország köztársaság lett, Anglia köztársasága (Commonwealth of England) néven, a három királyság háborúja (1639–1651) nyomán. Az 1701-es örökösödési törvény kizárta a római katolikusokat és házastársaikat a trónöröklésből. 1707-ben az angol és a skót királyságok formálisan is összeolvadtak, és létrejött Nagy-Britannia Királysága. 1801-ben, amikor az ír királyság is beolvadt, az állam neve Nagy-Britannia és Írország Egyesült Királysága lett. A brit monarcha a hatalmas Brit Birodalom feje lett, amely legnagyobb kiterjedésekor, 1921-ben a földkerekség egynegyedére terjedt ki.
Az 1920-as években Írország négyötöd része elszakadt Ír Szabadállam néven. Az 1926-os Balfour-nyilatkozat elismerte, hogy a birodalom domíniumai egymástól független, önkormányzattal rendelkező államok, amelyek nem alá- és fölérendeltjei egymásnak, és amelyek a Nemzetközösségben szövetkeznek egymással. A második világháború után a brit gyarmatok és területek java függetlenné vált, és ez véget vetett a birodalomnak. VI. György király és utóda, II. Erzsébet királynő a Nemzetközösség feje címet viselték, hogy ez egyszerre szimbolizálja a részt vevő államok függetlenségét és szövetségét.
Az Egyesült Királyság és másik 15 nemzetközösségi monarchia, amelyeknek ugyanaz a személy az uralkodója, képezi a nemzetközösségi királyságok csoportját. Ma is gyakran használatosak ezekben az országokban a brit monarchia, brit uralkodó kifejezések, de az országok függetlenek egymástól, és az uralkodónak országonként más-más szerepe van.

## Fordítás
Ez a szócikk részben vagy egészben  a   Monarchy of the United Kingdom című angol Wikipédia-szócikk ezen változatának fordításán alapul.  Az eredeti cikk szerkesztőit annak laptörténete sorolja fel. Ez a jelzés csupán a megfogalmazás eredetét és a szerzői jogokat jelzi, nem szolgál a cikkben szereplő információk forrásmegjelöléseként.